# Chu Hsi-ning
Pour les articles homonymes, voir Chu.
Dans ce nom, le nom de famille, Chu, précède le nom personnel.
Chu Hsi-ning, ou Zhu Xining, (chinois : 朱西甯 ; pinyin : Zhū Xīníng) est un écrivain taïwanais né en 1927 et mort en 1998.
Membre de l'armée nationaliste, il suit le Guomindang à Taïwan après la défaite de 1949. Il se fait connaître par ses nouvelles dont les histoires se passent dans la Chine continentale au début du xxe siècle, et qui font souvent le portrait d'un monde rural traditionnel confronté à la modernité.
C'est le père des écrivaines Chu T’ien-hsin et Chu Tien-wen.

## Liste des œuvres
- Jiangjun yu wo, Taipei, Hongfan, 1976.
- Mao, Taipei, Yuanliu, 1990.
- Han ba, Taipei, Yuanliu, 1991.
- Hua Tai ping jia chuan, Taipei, Lianhe wenxue, 2002.
- Tie jiang, Taipei, INK, 2003.
- Poxiao shifen, Taipei, INK, 2003.

## Traductions en français
- Anthologie de la famille Chu, trad. Angel Pino et Isabelle Rabut, Christian Bourgois Éditeur, 2004 — traduction des nouvelles « Le Fer en fusion », « Sur la charrette » et « La Nouvelle Tombe ».